# 日本とチェコの関係
日本とチェコの関係（チェコ語: Česko-japonské vztahy、英語: Czech Republic–Japan relations）は、チェコ共和国と日本の二国間関係である。両国関係は、1919年にチェコスロバキアと日本との間で樹立された。

## 歴氏

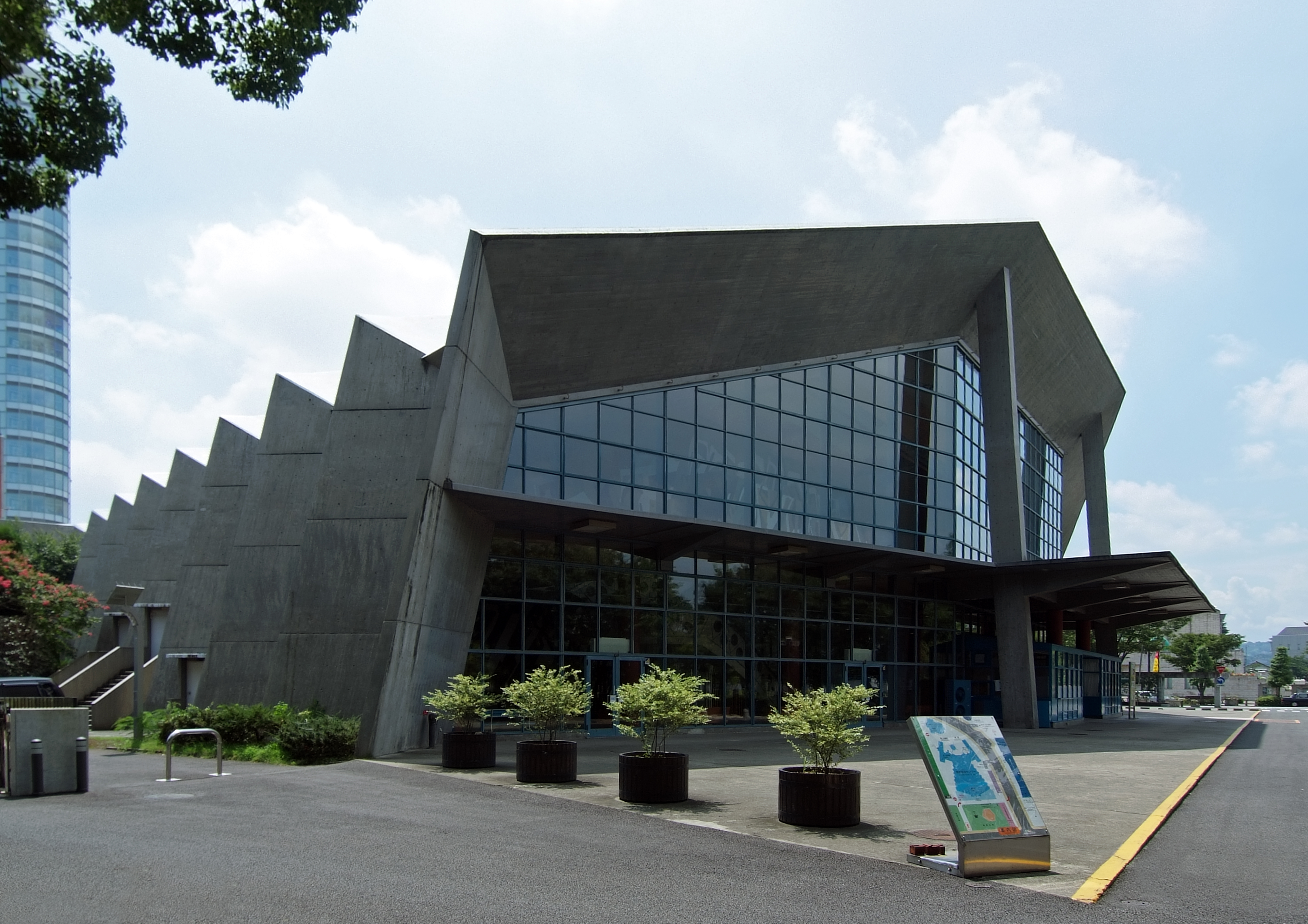
群馬県高崎市にある群馬音楽センター。チェコの建築家アントニン・レーモンドが意匠設計した。

チェコスロバキアと日本の外交関係は1919年に樹立された。チェコの建築家アントニン・レーモンドは、トマーシュ・マサリク政権の駐日代表として1926年にチェコスロバキア第一共和国名誉領事に就任し、1939年まで在任していた。両国関係は第二次世界大戦により1939年から途絶していたが、1957年に国交が再開された。日本の初代在チェコスロバキア全権代表を務めたのは長岡春一公使であった。
1993年にチェコスロバキアが解体されると、日本はチェコ共和国とスロバキア共和国の成立を承認し、また、両共和国との外交関係を継承した。
2002年7月、天皇皇后（当時。令和時代の上皇上皇后）がプラハを公式訪問した。
2003年8月、小泉純一郎内閣総理大臣が中央ヨーロッパ3ヶ国、すなわちドイツ、ポーランド、チェコを歴訪した。8月20日、小泉首相はワルシャワを発ち、3ヶ国歴訪の最終目的地としてプラハへと向かった。翌日の午後、チェコのヴラジミール・シュピドラ首相と首相官邸で会談し、両国の二国間関係や国際情勢の懸案事項について意見交換をした。国際情勢の懸案事項として挙げられた問題の中には、北朝鮮核問題や、イラク戦争が終結して3ヶ月が経ったばかりのイラク復興支援が含まれていた。この会談の結果、両首相の連名で「日本国とチェコ共和国の戦略的パートナーシップに向けた共同声明」が発出された。共同声明は、チェコ共和国と日本の友好関係10周年および両国関係の画期的な出来事として前年の天皇皇后（当時）のチェコ訪問を祝福し、二国間関係、イラク復興支援、大量破壊兵器不拡散などの分野において協力関係を更に進化させることを宣言した。

## 経済貿易関係

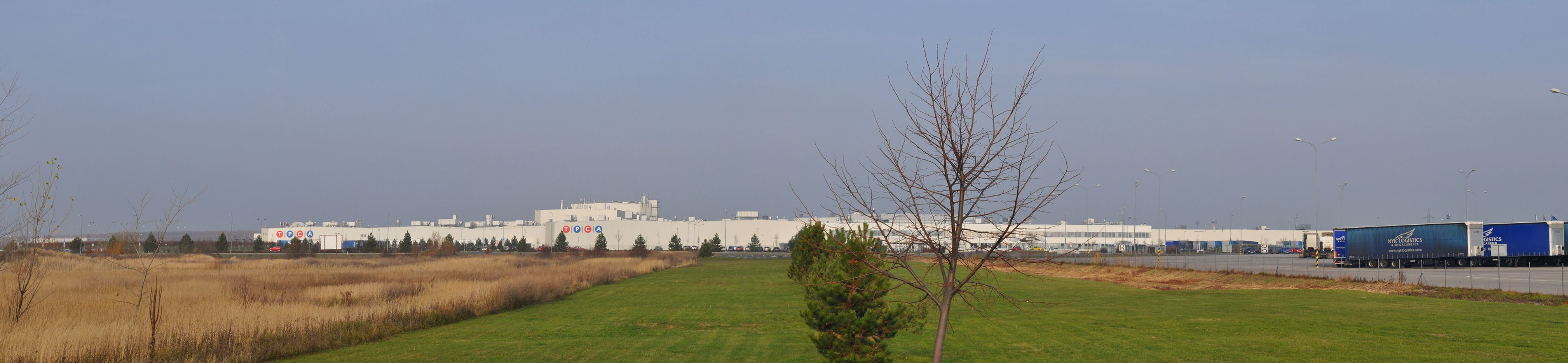
トヨタ・プジョー・シトロエン・オートモービルの自動車工場（2013年11月）

日本とチェコの経済関係は、電子機器や機械部品の直接投資および貿易において着実な発展を続けている。
1968年、「兄弟国」を自称するソビエト連邦および共産主義国家4ヶ国がプラハに戦車を展開した年に、日本からは同地に私企業が進出した。すなわち、大手総合商社の三井物産がチェコの首都プラハで営業を開始したのである。冷戦が終結して数年が経った1993年に、日本の輸出入や投資を推進する独立行政法人である日本貿易振興機構（JETRO）が新たにプラハ事務所を開設した。その後、日本の大手メーカー2社がチェコに工場を設立した。具体的には、1996年に松下電器産業（現・パナソニック）がプルゼニにテレビ工場を、1997年に東レがプロスチェヨフにポリエステル繊維工場を設立している。
日本とチェコのビジネス史上で最も画期的な出来事は、2002年、トヨタ自動車とPSA・プジョーシトロエン（現・グループPSA）の合弁企業であるトヨタ・プジョー・シトロエン・オートモービル（TPCA）がコリーンに本社を設置して、自動車工場を建設したことである。2005年2月から生産が始まり、2012年3月の時点でTPCAは製造開始から200万台以上の車輛を生産した。

## 学術提携
チェコ共和国では、三つの大学が日本学の課程を設置している。すなわち、プラハ・カレル大学、ブルノ・マサリク大学、オロモウツ・パラツキー大学の3校である。

### 駐チェコ日本大使・公使

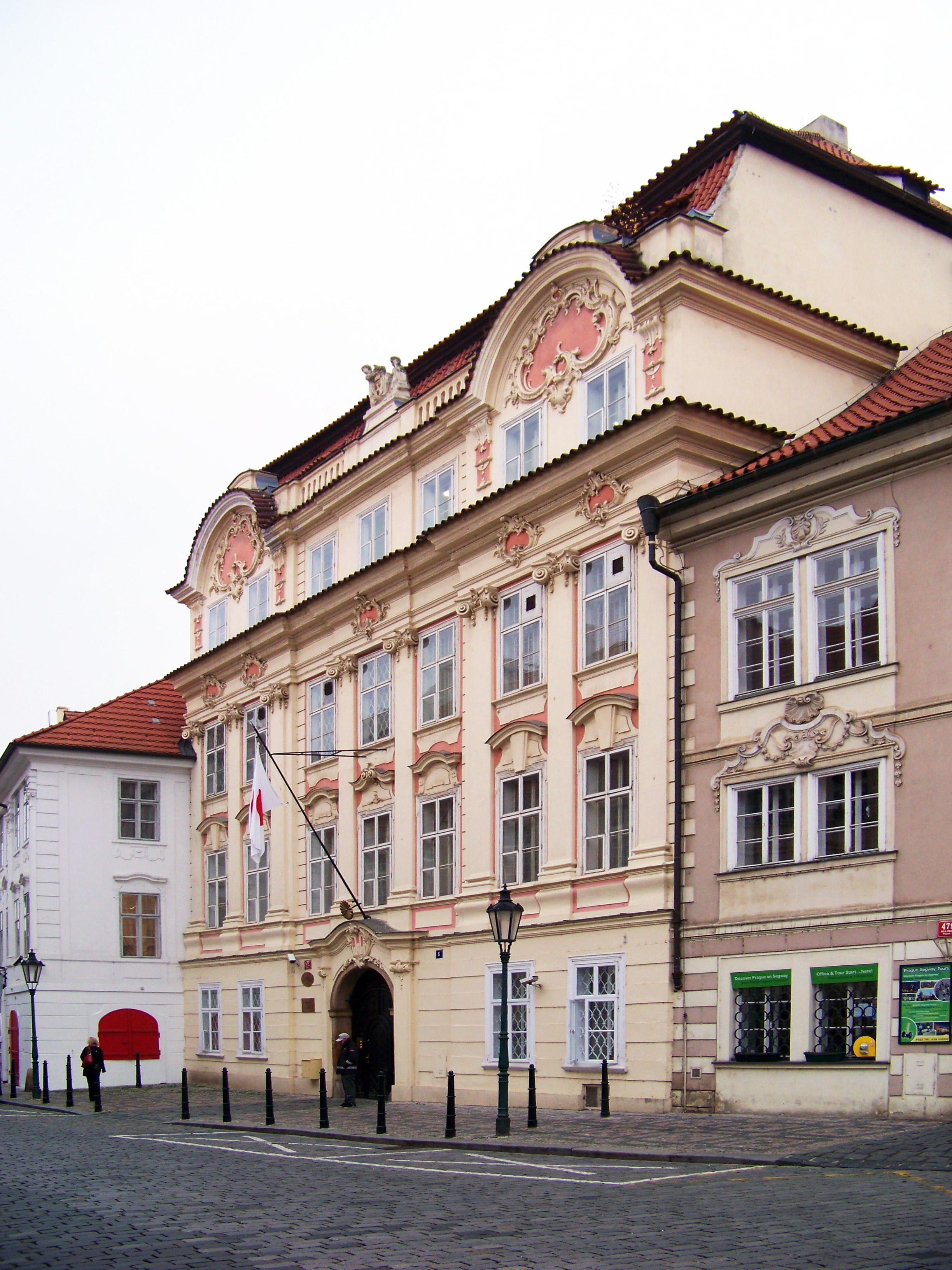
プラハの在チェコ日本大使館

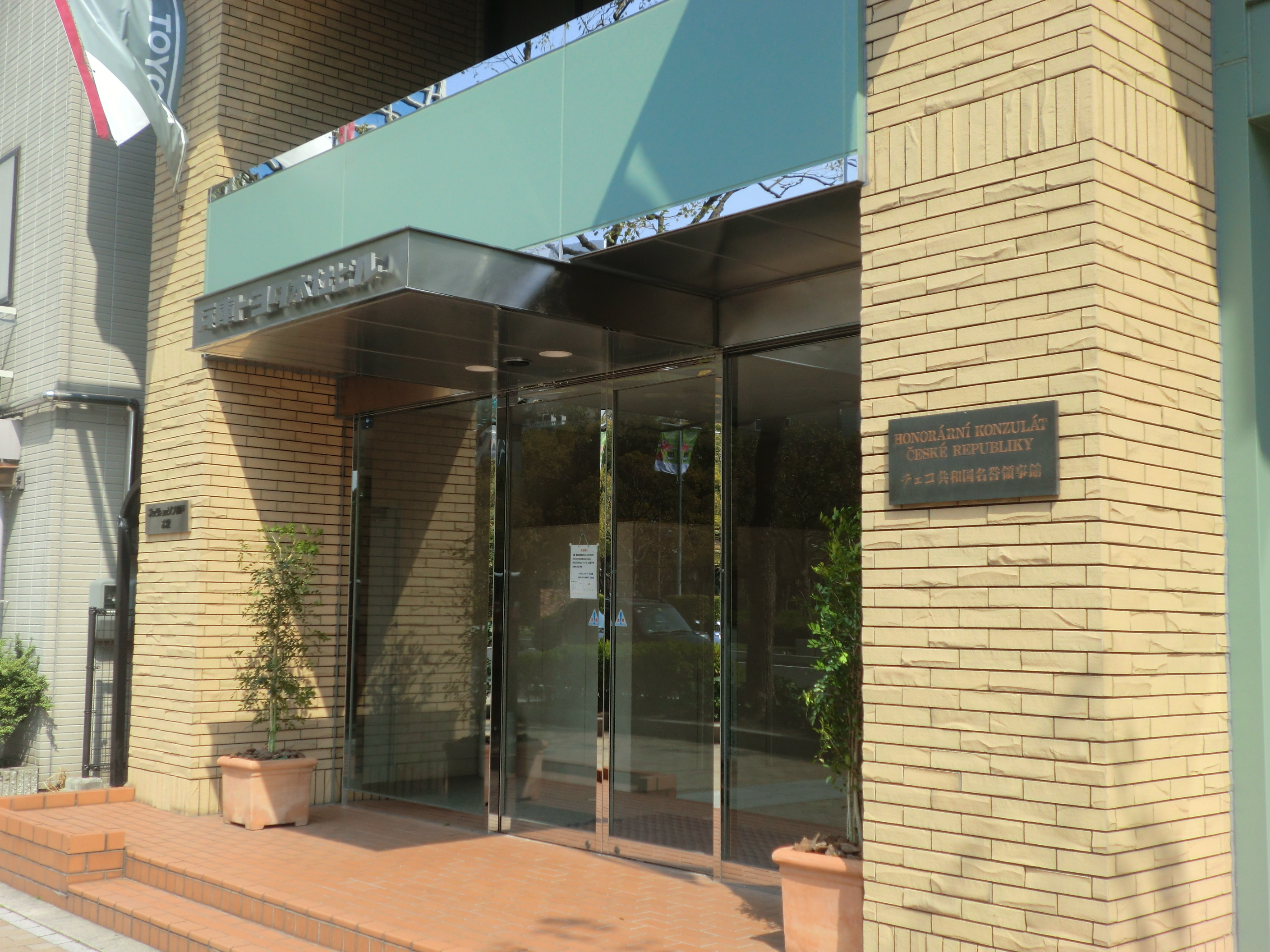
神戸のチェコ名誉領事館

## 外交使節

### 駐日チェコ大使・公使

#### 駐日チェコスロバキア公使
- カレル・ペルグレル（チェコ語版、英語版）（1920年～、信任状捧呈は4月14日[15]）
- フランティシェク・フヴァルコフスキー（チェコ語版、英語版）

#### 駐日チェコスロバキア大使
- イエッチニー・ドブロミル（1960～1964年）
- ズデニェク・ハドリチカ（中国語版）（1964～1969年）
- ルドルフ・コジュシュニック（1970～1976年）
- カレル・ホウシュカ（1977～1982年）
- ルドルフ・ヤクビーク（1987～1990年）
- ヤン・ヴィンケルヘーフェル（1990～1993年、信任状捧呈は9月14日[16]）

#### 駐日チェコ大使
1. ヤン・ヴィンケルヘーフェル（留任、1993～1996年）
2. ヨセフ・ハヴラス（1997～2001年、信任状捧呈は6月26日[17]）
3. カレル・ジェブラコフスキー（2001～2005年、信任状捧呈は3月14日[18]）
4. ヤロミール・ノヴォトニー（2006～2010年、信任状捧呈は7月25日[19]）
5. カテジナ・フィアルコヴァー（2010～2014年、信任状捧呈は12月13日[20]）
  - （臨時代理大使）ヤン・ユヘルカ（2014年）
6. トマーシュ・ドゥプ（チェコ語版）（2014～2018年、信任状捧呈は10月16日[21]）
  - （臨時代理大使）ミラン・スラネッツ（2018～2019年）
7. マルティン・トムチョ（2019～2023年、信任状捧呈は6月7日[22]）
  - （臨時代理大使）ヴラジミーラ・ヒルシュ（2023年）
8. マルチン・クルチャル（2023年～、信任状捧呈は10月19日[23]）

### 在外公館
日本は、プラハに在チェコ日本大使館を設置している。

#### 駐日チェコ大使館
- 住所: 東京都渋谷区広尾二丁目16-14
- アクセス: 東京メトロ日比谷線広尾駅2番出口

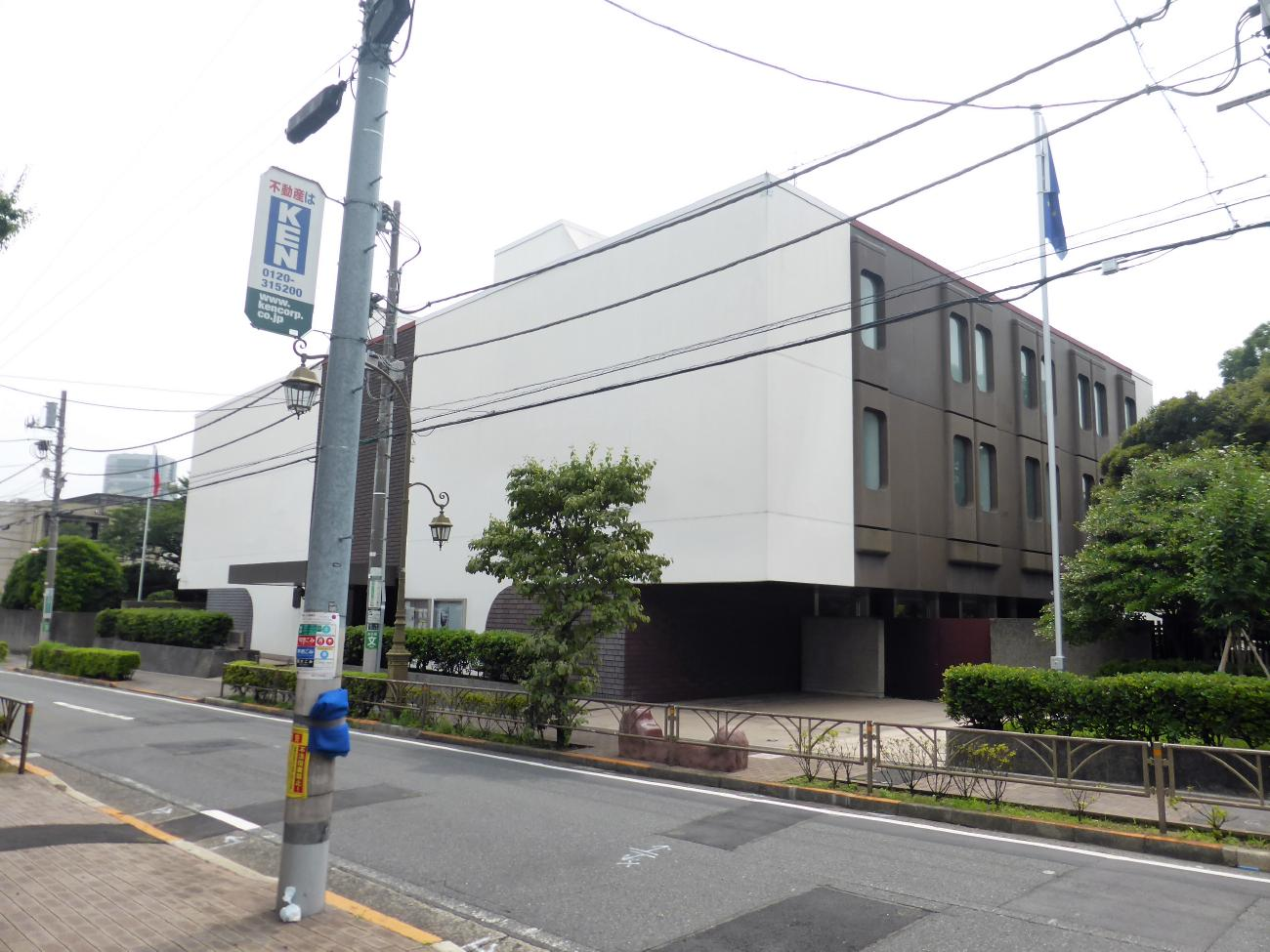
チェコ大使館全景
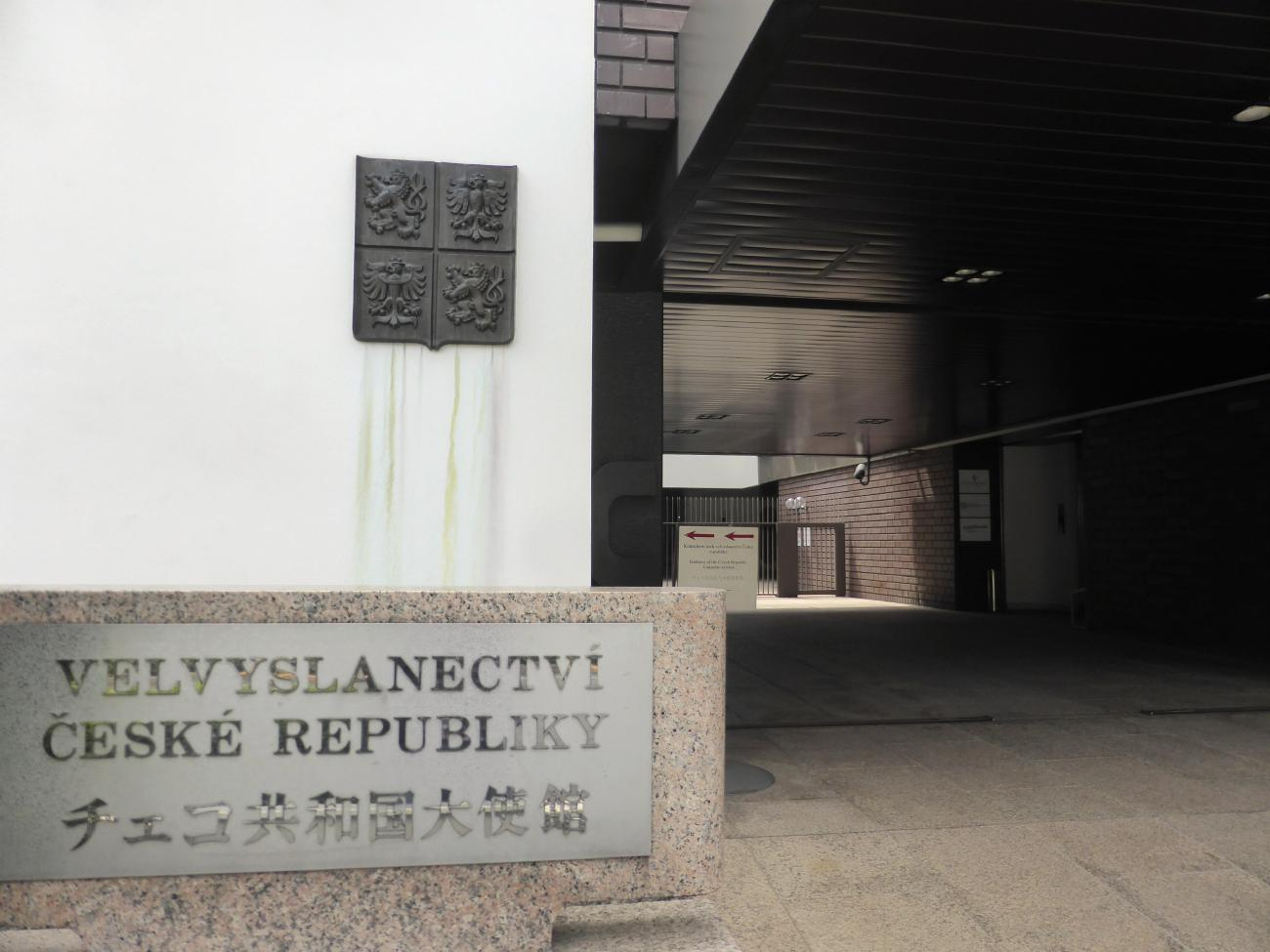
チェコ大使館表札
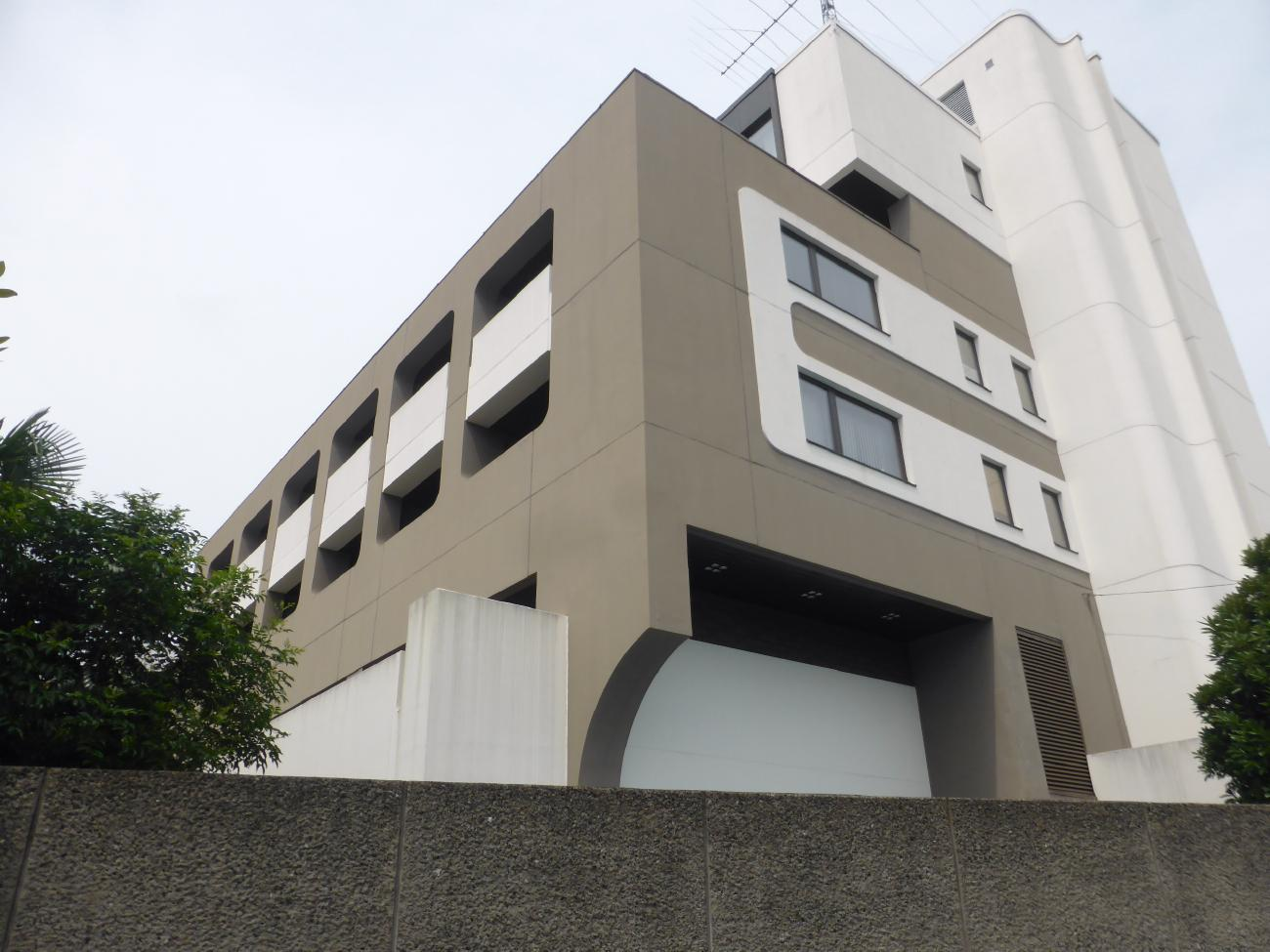
チェコ大使館裏の官舎
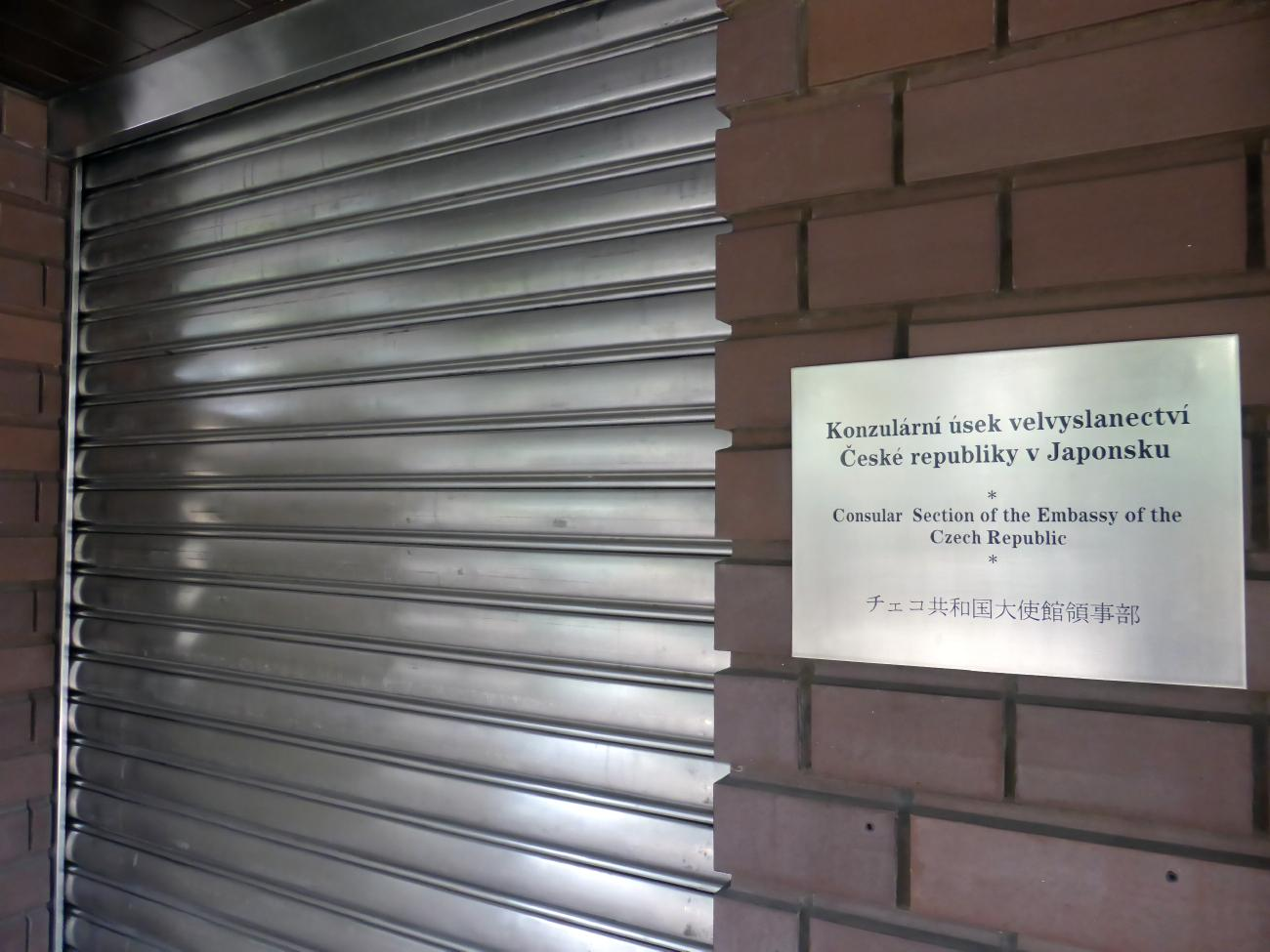
チェコ大使館領事部
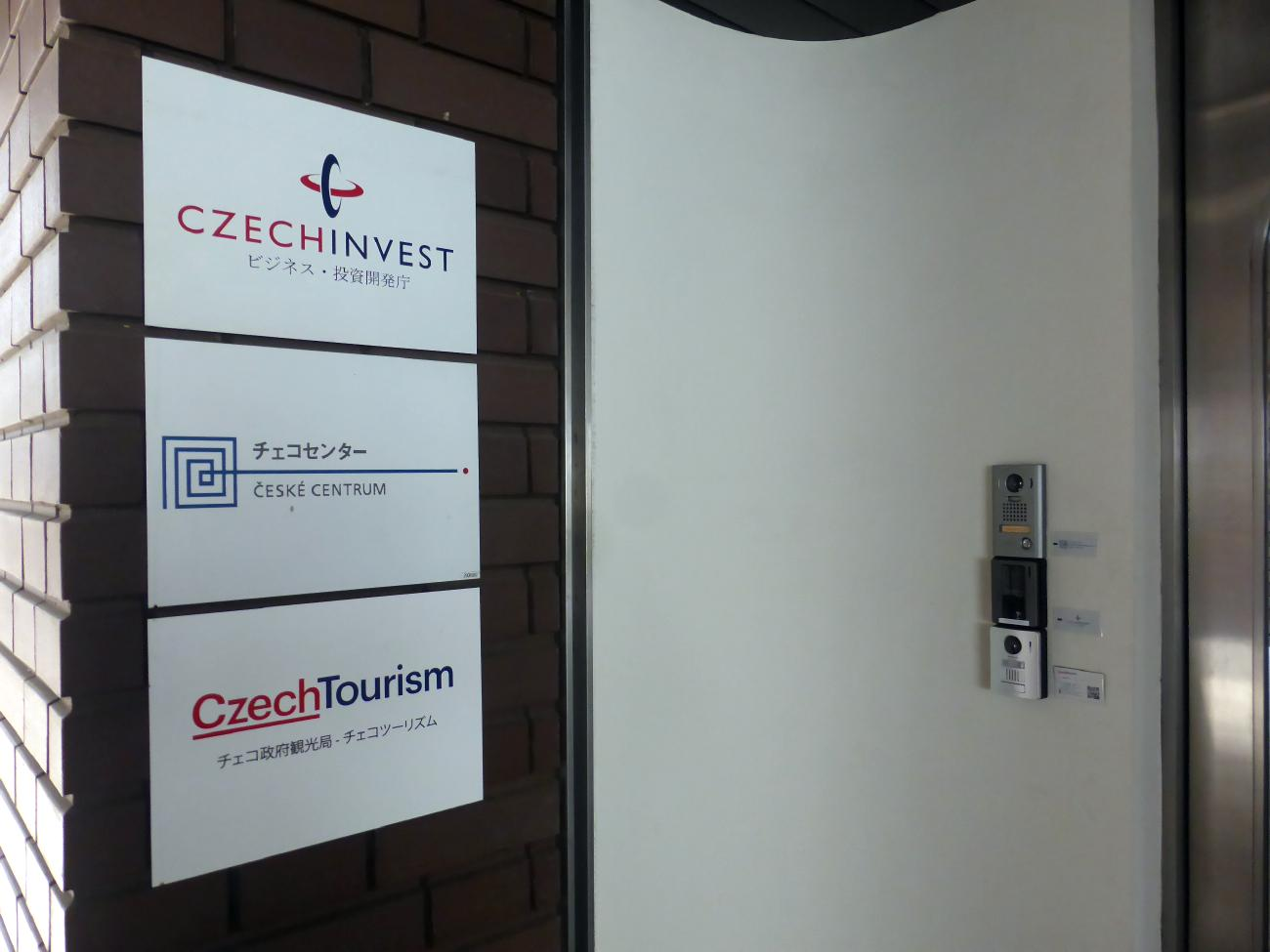
チェコ大使館に併設されている観光局

## 姉妹都市
- プルゼニ –  高崎市、1990年8月より[25]
- カルロヴィ・ヴァリ –  草津町、1992年5月より[26]
- プラハ –  京都市、1996年4月より[27]